# Maria Remolà Pubill
Maria Remolà Pubill (Barcelona, 7 de desembre de 1930 - Santo Domingo, República Dominicana; 9 de desembre de 2021) fou una soprano catalana i cubana molt rellevant per l'escena d'òpera cubana. Va ser coneguda com "el Ruiseñor Cubano" i va fundar el Teatro Lírico Nacional en el que va interpretar un gran nombre d'òperes i sarsueles

## Biografia
Amb 14 anys es va traslladar a Cuba amb la seva família. Quatre anys després, va començar les seves classes de cant de la mà del aclamat tenor Francisco Dominicis, i més tard amb Liliana Yalenska amb la qual va perfeccionar la seva tècnica. La seva carrera artística va començar en la Copa del hotel Habana Riviera i posteriorment va protagonitzar concerts, recitals i programes de radio i televisió amb l'Orquesta Sinfónica Nacional que es van popularitzar en la dècada dels anys 60 fins als 80. Amb el creixement de la seva carrera, va començar a fer diversos concerts a l'estranger i a presentar-se en sales de teatre de gran renom. En 1961 passà a formar part del Grupo Lírico Gonzalo Roig com a primera solista. L'any 1984 va tornar a Barcelona per passar temps amb la seva mare que s'estava morint. Més tard va establir-se en Santo Domingo, República Dominicana on es va dedicar a l'ensenyança.

## Crítica i recepció
La crítica especialitzada la considerà com una de les veus més excepcionals de la lírica cubana i es va guanyar el mot del "Ruiseñor Cubano" degut al seu ampli registre que permetia fer sons sobreaguts excepcionals dins de la tessitura de soprano. Maria comptava amb una gran tècnica, expressivitat i gran musicalitat que demostrava un gran coneixement dels diferents estils interpretatius de les obres del repertori que va realitzar. El 19 de setembre del 2010 li van fer una gala d'homenatge en la Sala Máximo Avilés Blonda del Palacio de Bellas Artes.